# Mahoba plagidotata
Mahoba plagidotata är en fjärilsart som beskrevs av Walker 1862. Mahoba plagidotata ingår i släktet Mahoba och familjen tofsspinnare. Inga underarter finns listade i Catalogue of Life.